# Гейден, Фёдор Логгинович
Граф Фёдор Ло́гинович (Логгинович) Ге́йден 2-й (нем. Friedrich Moritz Reichsgraf van Heyden; 1821, крепость Свеаборг, Гельсингфорс — 1900, Санкт-Петербург) — начальник Главного штаба при Александре II (с 1866 по 1881 гг.), один из руководителей александровской военной реформы, генерал от инфантерии. С 1881 по 1897 гг. финляндский генерал-губернатор.

## Происхождение
Младший сын наваринского героя, адмирала графа Логина Петровича Гейдена, родился 15 (27) сентября 1821 года в крепости Свеаборг (Нюландская губерния). Род его отца происходил из вестфальских дворян, в XVII веке переселившихся в Нидерланды, в 1790 году получивших графское достоинство Священной Римской империи и с 1795 года состоявших на русской службе. Мать — датчанка Анна Ивановна Аккелей (1778, Копенгаген — 1855 Ревель). Его старший брат — Логин Логинович Гейден (1806—1901), адмирал, член Государственного совета (1895).

## Биография
Зачислен в корпус 6 декабря 1835 года пажом; 22 июля 1840 года был выпущен прапорщиком в Лейб-гвардии Преображенский полк (прибыл в полк 18 августа того же года); через год по экзамену был переведён в гвардейский генеральный штаб, но вскоре, по собственному желанию, переведён в полевой генеральный штаб с назначением на Кавказ состоять при главнокомандующем графе М. С. Воронцове.
Участвовал в ряде экспедиций, был дважды ранен и за отличие в Даргинской экспедиции произведён в капитаны, а за отличия при производстве траншейных работ под аулом Салты, во время которых был ранен, награждён орденом Св. Владимира 4-й степени; затем — орденом Св. Георгия 4-й степени (25 ноября 1847) «в воздаяние за отличное мужество и храбрость, оказанные против Горцев, при покорении укреплённого селения Салты, в 1847 году».
В 1848 году возвратился в гвардейский генеральный штаб и в 1849 году сопровождал генерал-адъютанта графа П. Х. Граббе в Константинополь, затем был пожалован флигель-адъютантом и назначен состоять при фельдмаршале графе Паскевиче, главнокомандующем армией, действовавшей против венгров. Участвуя с отрядом генералов Гротенгельма и Лидерса в военных действиях, особенно отличился в сражении при Германштадте и был награждён чином полковника и орденом Св. Владимира 3-й степени с мечами.
В 1852 году был назначен начальником штаба 1-го армейского корпуса, в 1854 году — начальником штаба Балтийского корпуса, 17 апреля 1855 года произведён в генерал-майоры с назначением в свиту императора Александра II, в 1856 году назначен начальником штаба Гренадерского корпуса, 30 августа 1861 года — дежурным генералом Главного штаба, произведён в генерал-лейтенанты и в 1862 году пожалован в генерал-адъютанты. Состоя членом комитетов: по преобразованию военно-учебных заведений, по устройству и образованию войск, по изменению организации войск и председателем комиссии для обсуждения финансовых средств Александровского комитета о раненых, явился деятельным помощником Д. А. Милютина в деле военных реформ. 31 декабря 1865 (12 января 1866 года) был назначен начальником Главного штаба. А также председателем комитетов: военно-учёного и по передвижению войск, а также непременным членом военно-учебного, военно-госпитального и военно-тюремного комитетов.
17 апреля 1870 года был произведён в генералы от инфантерии и назначен председателем комиссии для разработки оснований всеобщей воинской повинности; за эти труды был награждён орденами Белого орла и Св. Владимира 1-й степени.
В 1875 году был назначен председателем комитета по подготовке мобилизации войск, а во время русской-турецкой войны 1877—1878 гг., вследствие отъезда Д. А. Милютина к армии, исполнял обязанности военного министра, при чём на него легла вся тяжесть работы пополнения действующей армии и формирования резервных и запасных войск.
При высочайшем рескрипте от 25 декабря 1877 года ему пожалована золотая бриллиантами украшенная табакерка с портретом государя за «отлично-усердные и полезные труды». Пожалован кавалером ордена Св. Андрея Первозванного высочайшей грамотой от 30 августа 1878 года, в которой говорилось о его заслугах в «долголетнем управлении» главным штабом, о «энергической и неутомимой деятельности» по развитию вооружённых сил, их быстрой мобилизации и «правильному пополнению происшедшей в них убыли» в ходе русско-турецкой войны.
В 1881 году был назначен финляндским генерал-губернатором, командующим войсками Финляндского военного округа и (22 мая) членом Государственного совета. На своём посту проводил не столько политику прямой русификации, сколько ослабления позиций шведского национального элемента за счёт покровительства элементу собственно финскому. При нём расширилось использование финского языка в образовании и военной службе. Гейден добился отмены таможенных препон, ограничивавших торговлю Финляндии с остальной частью империи. Прояснил компетенцию местных властей по многим существенным вопросам.
В 1882 году был избран почётным членом Николаевской академии генерального штаба. 22 июля 1900 года, по случаю 60-летия его службы в офицерском звании, удостоился лестного рескрипта от императора Николая II. 
Умер 18 (31) августа 1900 года в Царском Селе; похоронен в Исидоровской церкви Александро-Невской лавры 21 августа, отпевание совершал епископ Нарвский (викарий Петербургской епархии) Никон (Софийский).
- В службу вступил (22.07.1840)[9]
- Прапорщик (22.07.1840)
- Подпоручик (06.12.1842)
- Поручик (06.12.1844)
- Штабс-капитан (04.03.1845)
- Капитан (06.07.1845)
- Подполковник (08.01.1864)
- Полковник (23.07.1849)
- Флигель-адъютант (1849)
- Генерал-майор Свиты (17.04.1855)
- Генерал-лейтенант (30.08.1861)
- Генерал-адъютант (30.08.1862)
- Генерал от инфантерии (17.04.1870)

- Орден Святой Анны 3-й степени с бантом (28.11.1845)[9]
- Орден Святого Владимира 4-й степени с бантом (10.02.1847)
- Орден Святой Анны 2-й степени (25.10.1847)
- Орден Святого Георгия 4-й степени (25.11.1847)
- Орден Святого Владимира 3-й степени (31.12.1849)
- Бриллиантовый перстень с вензелем Его Императорского Величества (04.10.1854)
- Орден Святого Станислава 1-й степени (26.08.1856)
- Знак отличия беспорочной службы за XV лет (22.08.1857)
- Орден Святой Анны 1-й степени (17.04.1858)
- Императорская корона и мечи к ордену Святой Анны 1-й степени (12.04.1859)
- Орден Святого Владимира 2-й степени с мечами (08.01.1860)
- Орден Белого орла (27.03.1866)
- Орден Святого Александра Невского (31.03.1868)
- Бриллиантовые знаки к ордену Святого Александра Невского (28.01.1872)
- Орден Святого Владимира 1-й степени (30.08.1874)
- Золотая табакерка с портретом Его Императорского Величества, украшенная бриллиантами (1877)
- Орден Святого Андрея Первозванного (30.08.1878)
- Бриллиантовые знаки к ордену Святого Андрея Первозванного (15.05.1883)
- Знак отличия беспорочной службы за XL лет (22.08.1885)
- Портрет Его Императорского Величества, украшенный бриллиантами (1890)
- Знак отличия беспорочной службы за L лет (22.08.1895)
- Портрет Его Императорского Величества для ношения на груди (14.05.1896)

Иностранные:
- турецкий Орден Славы 2-й степени (1849)
- австрийский Орден Леопольда 3-й степени (1849)
- прусский Орден Красного орла 1-й степени (1873)
- персидский Орден Льва и Солнца 1-й степени (1873)
- австрийский Орден Леопольда, большой крест (1874)
- датский Орден Данеброга, большой крест (1876)
- греческий Орден Спасителя 1-й степени (1876)
- черногорский Орден князя Даниила I 1-й степени (1878)
- шведский Орден Святого Олафа, большой крест (1878)
- мекленбург-шверинский Орден Вендской короны, большой крест (1879)
- сербский Орден Таковского креста 1-й степени (1879)
- бухарский Орден Благородной Бухары с алмазами (1893)

## Семья
Жена (с 31 октября 1854 года) — графиня Елизавета Николаевна Зубова (1833/1834—1894), дочь камергера графа Николая Дмитриевича Зубова и графини Александры Гавриловны Раймон-Моден, внучка графа Д. А. Зубова. Была деятельной благотворительницей, с 1891 года статс-дама и кавалерственная дама ордена Святой Екатерины. По словам современников, в Петербурге графиня Гейден принадлежала к числу агнцев К. П. Победоносцева, но стояла по левую сторону. Она управляла своим мужем («это она обратила его в православие», говорил его брат) и во время его губернаторства в Финляндии фактически правила губернией. Вместо графа присутствовала на заседаниях по школьным вопросам и горе было тому, кто не исполнил её требования и не брал к себе в учителя её протеже. Она никогда не забывала, что её просьбу-приказ не исполнили, и тогда не исполнившему её приходилось даже выезжать из края. В дни приёмов она с холодным официальным видом двигалась между гостями и производила впечатление циннии, очень модного в то время цветка — яркого, пышного, стройного, но без запаха. Вообще создавалось впечатление, что к Финляндии она относилась свысока, чтобы не сказать недружелюбно. Супруги имели детей:
- Николай (1856—1919) — генерал, женат на княжне Евгении Петровне Кропоткиной;
- Александра (1857—1922) — супруга барона Павла Александровича Рауш фон Траубенберга (1858—1923);
- Александр (1859—1919) — вице-адмирал (1913), женат первым браком на Александре Владимировне Мусиной-Пушкиной, вторым — на Александре Александровне Олениной;
- Дмитрий (1862—1926) — полковник, женат на Екатерине Михайловне Драгомировой (1876—1926), дочери М. И. Драгомирова;
- Мария (1863—1939) — с 1883 года супруга графа Александра Дмитриевича Шереметева;
- Ольга (1864—1917) — фрейлина;
- Сергей (11.08.1866[13]—?) — крещен 29 августа 1866 года в церкви Царскосельского дворца при восприемстве дяди графа Н. Н. Зубова и тетки фрейлины А. Н. Зубовой.
- Елизавета (1868—1920) — супруга барона Андрея Романовича Кнорринга.